# Сражение при Дюнкерке (1639)
Сражение при Дюнкерке (нид. Zeeslag bij Duinkerke) или Сражение в проливе Ла-Манш — морское сражение у берегов Дюнкерка (Франция) в 1639 году в рамках Восьмидесятилетней войны. Эскадра испанского адмирала Мигеля де Орна, имевшего приказ присоединиться к флоту адмирала Антонио де Окендо, направлялась в Ла-Корунью в сопровождении транспортной колонны из 2000 валлонских солдат. В районе Дюнкерка испанский флот встретила голландская эскадра Мартена Тромпа. После 4-часового сражения Орна был вынужден отступить в Дюнкерк, потеряв два галеона и ещё один, севший на мель. Несмотря на успех, многие из судов Тромпа сильно пострадали, и голландский адмирал был вынужден отказаться от блокады Дюнкерка. Поэтому Орна после ремонта своих судов смог выполнить свою миссию.

## Предыстория

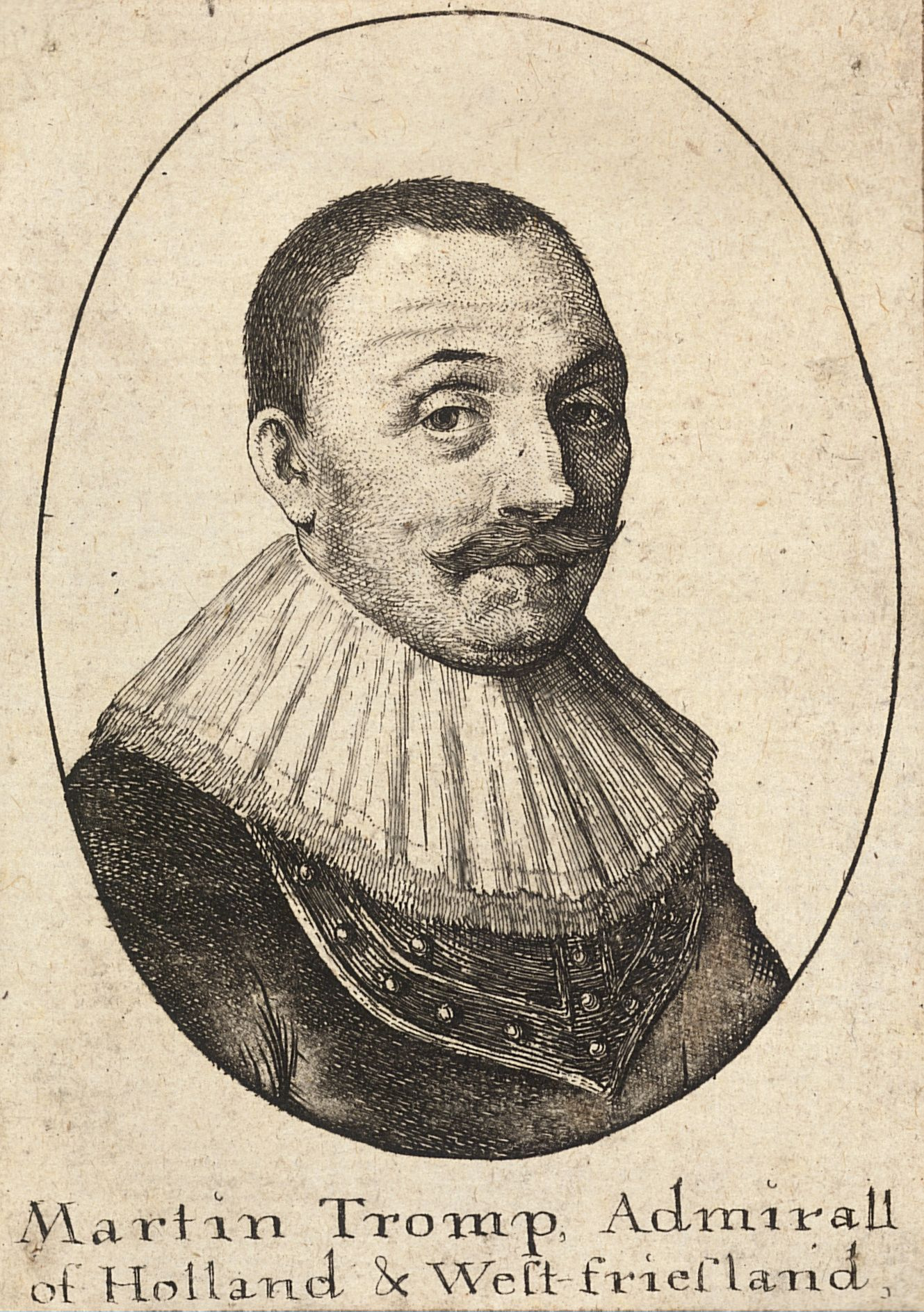
Мартен Тромп, худ. В. Холлар.

К 1639 году испанское положение в войне на море с голландцами значительно ухудшилось. Большая часть Armada del Mar Océano был заблокирована капером Корнелисом Йолом в Гаване и Веракрусе. Вступление в войну Франции на стороне голландцев стоило испанцам и их северного флота, уничтоженного более крупным французским флотом Анри де Сурди в битве при Гетарии. Только 20 галеонов под командованием Антонио де Окендо были ещё боеспособны.
В январе 1639 года граф-герцог Оливарес завершил строительство большого флота на верфях Ла-Коруньи с целью организации сопровождения перевозки войск и денег в Испанские Нидерланды. Адмирал Антонио де Окендо получил командование над этим флотом. Поскольку французские и голландские войска заблокировали сухопутные маршруты, подкрепление в Нидерланды можно было отправить только по морю. Следуя наставлениям Оливареса, испанская эскадра под командованием наваррца адмирала Мигеля де Орна была готова присоединиться к Окендо в Ла-Коруньи. Орно также получил указание сопроводить в Испанию 2000 валлонских солдат.
После того, как Генеральные Штаты получили известие о действиях испанцев, адмирал Мартен Тромп получил приказ предотвратить выход эскадры из Дюнкерка. Тромп командовал 12 военными кораблями. Его эскадра появляясь у Дюнкерка 17 февраля. Маркиз Фуэнтес, военный губернатор города, категорически приказал Орна отбывать без промедления, посчитав угрозу со стороны менее многочисленного голландского флота несерьезной. Испанский конвой, состоявший из 12 галеонов, 3 пинасов и 5 транспортов покинул порт на рассвете 18 февраля. В соответствии с современными испанскими подсчетами, большое количество судов Орна сели на мель в Мардике, и адмирал остался только с 6 галеонами и 2 фрегатами.

## Сражение
В то же время, пока испанская эскадра медленно отходили от форта Мардик, 12 кораблей Тромпа вышли на рейд Дюнкерка. Между Мардиком и Гравелине флоты встретились. Как только корабли вошли в зону досягаемости для артиллерийского огня, начался яростный бой, который длился 4 часа. Флагманский галеон Тромпа «Амилия» был поврежден, и голландский адмирал был вынужден дважды отходить для тушения пожаров и латания обшивки.
Господствовал западный ветер, который постепенно сносил испанские корабли в сторону форта Мардик, под защиту береговых орудий. Тромп последовал за испанцами. В ходе преследования голландцам удалось захватить два галеона, а ещё один галеон сел на мель. Остальные испанские корабли смогли укрыться под защитой береговых орудий. Тем не менее адмирал Орна сразу после боя был вынужден уйти в отставку. Потери, понесенные его флотом, были оценены голландцами в цифру 1600 человек убитыми и ранеными, около 250 испанцев попали в плен на двух захваченных галеонах.

## Последствия
Маркиз Фуэнтес был обвинен в провале похода, но Орна и его вице-адмирал Маттис Ромбут вскоре были восстановлены на службе. Через месяц ремонта и переоборудования эскадра повторно вышла в море, и Орна отплыл из Дюнкерка 12 марта. В итоге ему удалось привести суда в Ла-Корунью без неприятностей. Тромп и несколько его офицеров были награждены золотыми цепями и медалями. Но в отличие от испанцев, он не смог восстановить свои корабли, и когда он попытался преследовать Орно 15 марта, в составе его эскадры было лишь 4 корабля. Орна стратегически выполнил свою миссию, а Тромп за 2 года блокады Дюнкерка не смог перекрыть Ла-Манш для испанских судов.